# 1057

## Události
- založena litoměřická kapitula
- Petr Damián jmenován kardinálem a biskupem v Ostii
- založení obce Malečov (Malschen)

## Narození
- ? – Hugo I. z Vermandois, francouzský princ, syn Jindřicha I. a Anny Kyjevské († 18. října 1101)

## Úmrtí
- 28. července – Viktor II., papež (* cca 1018)
- 15. srpna – Macbeth I., skotský král (* 1005)
- ? – Eduard Vyhnanec, syn anglického krále Edmunda II. (* 1016)

## Hlavy států
- České knížectví – Spytihněv II.
- Papež – Viktor II. / Štěpán IX.
- Svatá říše římská – Jindřich IV.
- Anglické království – Eduard III. Vyznavač
- Aragonské království – Ramiro I.
- Barcelonské hrabství – Ramon Berenguer I. Starý
- Bavorské vévodství  – Agnes de Poitiers
- Burgundské království – Rudolf III.
- Byzantská říše – Michael VI. Stratiotikos / Izák I. Komnenos
- Dánské království – Sven II. Estridsen
- Francouzské království – Jindřich I.
- Kyjevská Rus – Izjaslav I. Jaroslavič
- Kastilské království – Ferdinand I. Veliký
- Leonské království – Ferdinand I. Veliký
- Navarrské království – Sancho IV.
- Norské království – Harald III. Hardrada
- Polské knížectví – Kazimír I. Obnovitel
- Sasko  – Bernhard III.
- Skotské království – Macbeth I. / Lulach
- Švédské království – Emund Starý
- Uherské království – Ondřej I.